# Semantika
Semantika (grčki semantikos, koji daje znakove, značajan, simptomatičan, od sema, znak) se odnosi na aspekte značenja koji su izraženi u jeziku, kodu ili nekom drugom obliku predstavljanja. Semantika se kontrastira drugim dvama aspektima smislenog izraza, napose sintaksom, konstrukcijom složenih znakova iz jednostavnijih, te pragmatikom, praktičnoj uporabi znakova od strane agenata ili zajednica u svrhu interpretacije pojedinih okolnosti ili konteksta. Po uobičajenoj konvenciji po kojoj se proučavanje ili teorija slovi imenom subjekta koji se proučava, semantika također može označavati teoretsko proučavanje značenja u sistemima ili znakovima.
Iako terminologija varira, pisci na području značenja općenito prihvaćaju dvije vrste značenja koje izraz može sadržavati: (1) relaciju koju znak ima objektima i objektnim situacijama, stvarnim ili mogućim, te (2) relaciju koju znak ima u odnosu na druge znakove, napose vrstu mentalnih znakova koji se shvaćaju kao koncepti
Većina teoretičara referira na relaciju između znaka i njegovih objekata, koji uvijek uključuje neki način objektivne reference, kao na njegovu denotaciju. Neki teoretičari referiraju na relaciju između znakova koji služe u praktičnoj interpretaciji kao na njegovu konotaciju, iako postoje mnoga razilaženja u mišljenjima i razlike u teorijama u ovom slučaju. Mnogi teoretičari, potogovo u polju formalne semantike, pragmatskih i semiotičkih tradicija, ograničavaju primjenu semantike na denotativni aspekt, koristeći druge nazive ili potpuno ignorirajući konotativni aspekt.

## Etimologija
Riječ semantika (od francuskog sémantique) je izmislio Michel Bréal u 19. stoljeću.

## Jezikoslovlje
U lingvistici, semantika je potpolje posvećeno proučavanju značenja, zasnovano na sintaksnim razinama riječi, fraza, rečenica i ponekad većih jedinica diskursa, koje se općenito referira kao na "tekstove". Kao i bilo koja druga empirijska znanost, semantika involvira međuigru konkretnih podataka s teoretskim konceptima. Tradicionalno, semantika uključuje proučavanje konotativnih značenja riječi i denotativnih referenci, istinitosnih uvjeta, struktura argumenata, tematskih uloga, analize diskursa te vezu svih ovih i sintakse.
Dekompozicijska perspektiva ka značenju implicira da značenje riječi može biti analizirano definiranjem atoma ili primitva koji sačinjavaju jezik misli. Područje pručavanja je značenje sastavnica, drugo je proučavanje relacija među različitim lingvističkim izrazima (homonimija, sinonimija, antonimija, polisemija, paronimi, hipernimija, hiponimija, meronimija, metonimija, holonimija, egzocentričan i endocentričan).

### Dinamički obrat u semantici
Ovaj tradicionalni pogled na semantiku, kao konačno značenje inherentno leksičkoj jedinki koje može biti sastavljeno u tvorbi značenja većih diskursnih konstrukata, predmet je žestoke diskusije u ničućoj domeni kognitivne lingvistike, 
te također u ne-fodorskom kampu u filozofiji jezika.
Izazov je motiviran:
- Unutarnjim faktorima jezika, kao što je problem razrješavanja indeksikaliteta ili anafore (npr. ovaj X, njemu, prošli tjedan). U ovim situacijama "konteksti" služe kao ulaz, ali interpretirani izraz također modificira značenje, te je također izlaz. Stoga je interpretiranje nužno dinamičke prirode i na značenje rečenica se gleda kao na mogućnost promjene konteksta mjesto propozicije.| Semantički odnos |
| ---------------- |
| Sinonim          |
| Antonim          |
| Homonim          |
| Paronim          |
| Meronim          |
| Holonim          |
| Hiponim          |
| Hiperonim        |
- Vanjskim faktorima jezika, tj. jezik nije skup oznaka koje su pridjeljene stvarima, već "skup alata, važnost čijih elemenata leži više u načinu njihova funkcioniranja, nego u njihovoj povezanošću sa stvarima."[2]  Ovaj pogled odražava kasniju poziciju Wittgensteina i njegovog poznatog primjera igre, i vezan je na pozicije Quinea. Davidsona i drugih.

Konkretan primjer prethodnog fenomena jest semantička podspecifikacija - značenja nisu potpuna bez nekih elemenata konteksta. Uzimajući na primjer jednu riječ, "crvena", njeno značenje u frazi poput crvena knjiga slično je u mnogim drugim uporabama i može se shvatiti kao gradivno. S druge strane, boje implicirane u frazama poput "crveno vino" (jako tamna) i "crvena kosa" (bakrenasta) ili "crvena zemlja" ili "crvena koža" - su vrlo različite. Zaista, ove boje izvorni govornici ne bi nazvali "crvenima". Ove instance nisu u sukobu, tako da je "crveno vino" tako nazvano samo u usporedbi s drugim vrstama vina (koje također nije "bijelo" iz istog razloga). Ovo gledište vuče korijene još od de Saussurea:
Svaki skup sinonima poput redouter ('strepitii'), craindre ('strahovati'), avoir peur ('bojati se') ima pojedinačnu vrijednost samo zato što stoje u međusobnom sučeljavanju. Nijedna riječ nema značenje koje se može identificirati neovisno od onoga u blizini.
i može ići sve do ranijih indijskih pogleda na jezik, napose Nyaya pogleda na riječi kao indikatora a ne nositelja značenja.
Pokušaj branjenja sustava zasnovanog na propozicijskom značenju semantičke podspecifikacije se može pronaći u modelu generativnog leksikona Jamesa Pustejovskyja, koji proširuje kontekstualne operacije (zasnovane na posmicanju tipova) u leksikon. Stoga su značenja generirana u letu ovisno o konačnom kontekstu.

### Teorija prototipova
Drugi skup koncepata vezan za neizrazitost semantike je zasnovan na prototipovima. Rad Eleanor Rosch i Georgea Lakoffa 1970-ih je vodio ka pogledu da prirodne kategorije nisu opisive u terminima nužnosti i dovoljnosti, već su stupnjevane (neizrazite na granicama) i nekonzistentne u odnosu na svoje konstituente.
Sustav kategorije nije objektivno "tamo negdje" u svijetu", već je ukorijenjen u iskustvima ljudi. Ove kategorije evoluiraju kao učeni koncepti svijeta - značenje nije objektivna istina već subjektivan konstrukt, naučen iz iskustva, a jezik izniče iz "uzemljenja naših konceptualnih sustava u dijeljenom tjelesnom i utjelovljenosnom iskustvu. 
Nužna posljedica ovoga jest da konceptualne kategorije (tj. leksikon) nisu identične za sve kulture, ili za individuum svake pojedine kulture. Ovo vodi do debata kao što su Sapir–Whorf hipoteza ili eskimska riječ za snijeg.

## Logika i matematika
Velik je broj formalnih pristupa semantici u matematičkoj logici i računarstvu potekao iz proučavanja filozofije jezika. U početku je najutjecajnija semantička teorija bila ona Gottloba Fregea i Bertranda Russella. Frege i Russel se shvaćaju kao začetnici tradicije analitičke filozofije da objasni značenje sintaksom i matematičkom funkcionalnošću. Ludwig Wittgenstein, negdašnji Russellov student, se također smatra jednom od plodonosnih pojava u analitičkoj tradiciji. Sve troje ovih ranih filozofa jezika se bavilo time kako rečenice mogu izraziti informaciju u obliku propozicija i ima li istintosna vrijednost ili istinitosni uvjet dane rečenice osobinu propozicije koju izražava.

## Računarstvo
U računarstvu, djelimice smatrana primjenom matematičke logike, semantika odražava značenje programa ili funkcija.

## Psihologija
U psihologiji, semantička memorija je memorija za značenje. Drugim riječima, dio memorije koja čuva samo suštinu, opću važnost zapamćenih iskustava, dok epizodna memorija čuva samo beznačajne detalje, pojedinačne osobine ili jedinstvene partikularije iskustva.

## Semasiologija
U Međunarodnom znanstvenom vokabularu se semantika zove još i semasiologija

### Značajniji filozofi i teoretičari
| - Gottlob Frege - Bertrand Russell - Ludwig Wittgenstein - Alfred Tarski - Rudolf Carnap - P.F. Strawson - H.P. Grice - J.L. Austin - Keith Donnellan | - W.V.O Quine - Jerry Fodor - Saul Kripke - John Perry - Nathan Salmon - Scott Soames - David Kaplan - Donald Davidson - Mark Balaguer | - Cliff Goddard - Nelson Goodman - Jürgen Habermas - Ray Jackendoff - John Lyons | - Charles Sanders Peirce - C.K. Ogden - I.A. Richards - Ferdinand de Saussure - Anna Wierzbicka - S. I. Hayakawa - Alfred Korzybski |

### Jezikoslovlje i semiotika
| - Bezbojne zelene ideje bijesno spavaju - Teorija predstavljanja diskursa - Opća semantika - Metajezik prirodne semantike - Pragmatička maksima - Pragmaticizam - Pragmatizam - Semantička promjena - Semantički razred | - Semantička osobina - Semantičko polje - Semantički leksikon - Semantičko napredovanje - Semantičko svojstvo - Semeiotičnost - Semem - Semioza - Semiotika |

### Logika i matematika
| - Formalna logika - Semantika igara - Teorija modela - Mogući svijeti | - Dokazno-teoretska semantika - Semantika logike - Semantika teorije istine - Istinitosno-vrijednosna semantika |

### Računarstvo
| - Aksiomatska semantika - Denotacijska semantika - Formalna semantika programskih jezika - Semantika nasljeđivanja - Obrada prirodnog jezika - Operacijska semantika | - Semantička integracija - Semantička veza - Semantička mreža - Semantička servisno orijentirana arhitektura - Semantički spektar - Semantički web |